# NRT V
NRT V est le cinquième tombeau que les fouilles de la mission Montet ont mis au jour dans la nécropole royale de Tanis. Il s'agit du tombeau du pharaon Sheshonq III et date du début du VIIIe siècle avant notre ère.
Cette tombe est la sépulture la plus occidentale de la nécropole découverte à ce jour. Elle jouxte sur son côté sud-est la tombe originale d'Amenemopet, et comme elle, adopte une orientation est-ouest.
Bâtie en calcaire, elle était ceinte d'un mur de brique délimitant le périmètre dans lequel se trouve le caveau et son puits d'accès.

## Découverte
Découvert à la fin de la campagne de fouille, qui avait déjà livré les viatiques funéraires intacts d'autres pharaons, le tombeau est rapidement identifié comme étant celui de Sheshonq III, le constructeur de la grande porte de granit qui perce l'enceinte du grand temple d'Amon de Tanis. Le tombeau avait été pillé sans doute dès l'Antiquité et ne livra que deux sarcophages externes au nom de deux Sheshonq.
L'un est attribué sur la foi des inscriptions qu'il porte au propriétaire original de la tombe. Il contenait encore les ossements d'une momie désagrégée et outragée par l'histoire et le temps.
L'autre sarcophage portait le protocole d'un autre pharaon portant également le nom de Sheshonq. Deux vases canopes en albâtre découverts à proximité des sarcophages étaient inscrits au nom du roi. La lecture des noms royaux qu'ils portaient permit aux découvreurs d'attribuer les deux vases au fondateur de la dynastie Sheshonq Ier, qui aurait donc été ré-enseveli dans le caveau de Sheshonq III.
On peut en effet y lire les cartouches suivants :
|                   |    |    |    |           |
| \| \| \| \| \| \| |    |    |    |           |
|                   |    |    |    |           |
| N5                | S1 | L1 | N5 | U21 · N35 |

| N5 | S1 | L1 | N5 | U21 · N35 |

|                   |    |    |    |           |
| \| \| \| \| \| \| |    |    |    |           |
|                   |    |    |    |           |
| N5                | S1 | L1 | N5 | U21 · N35 |

| N5 | S1 | L1 | N5 | U21 · N35 |
Le roi de Haute et Basse-Égypte, Hedj-kheper-Rê setep-en-Rê
|                               |                |         |    |         |           |    |     |     |
| \| \| \| \| \| \| \| \| \| \| |                |         |    |         |           |    |     |     |
|                               |                |         |    |         |           |    |     |     |
| M17                           | Y5 · N35 · N36 | H8 · Z1 | W2 | M8 · M8 | N35 · N29 | R8 | S38 | O28 |

| M17 | Y5 · N35 · N36 | H8 · Z1 | W2 | M8 · M8 | N35 · N29 | R8 | S38 | O28 |

|                               |                |         |    |         |           |    |     |     |
| \| \| \| \| \| \| \| \| \| \| |                |         |    |         |           |    |     |     |
|                               |                |         |    |         |           |    |     |     |
| M17                           | Y5 · N35 · N36 | H8 · Z1 | W2 | M8 · M8 | N35 · N29 | R8 | S38 | O28 |

| M17 | Y5 · N35 · N36 | H8 · Z1 | W2 | M8 · M8 | N35 · N29 | R8 | S38 | O28 |
Le fils de Rê, Sheshonq sa-Bastet meri-Amon - Netjer heka Iounou
Cependant, un coffre à canopes au nom de Sheshonq Ier, aujourd'hui conservé au Musée égyptien de Berlin, n'est pas compatible avec la taille des vases découverts dans la NRT V. De plus les monuments au nom du fondateur de la XXIIe dynastie sont nombreux, et sur aucun des reliefs donnant son protocole royal, Sheshonq Ier ne porte l'épithète de Sa-Bastet, c'est-à-dire, fils de Bastet.
Il convenait donc d'attribuer ce protocole royal à un nouveau pharaon, inconnu des listes royales et se nommant également Sheshonq. Il devait régner après Osorkon II et Pierre Montet lui attribue le chiffre IV.
Il a été suggéré que le nouveau souverain de la XXIIe dynastie se serait ré-approprié la tombe de son prédécesseur, le déménageant dans la tombeau d'Osorkon II, ou bien y aurait été déplacé une première fois pour être à son tour déplacé dans l'antichambre de la NRT I. En effet, un troisième sarcophage, contenant une momie également désagrégée, a été retrouvé dans l'antichambre du tombeau d'Osorkon II.
Comme dans le cas présent, cette découverte donna lieu à diverses interprétations. Le pauvre roi, ainsi baptisé par ses découvreurs, sera alors successivement identifié à Sheshonq Ier, puis Sheshonq III qui aurait alors rejoint son père, Osorkon II, dans sa tombe à une époque imprécise. Enfin, parce que le sarcophage original de Sheshonq III, a été découvert dans sa tombe contenant encore des ossements, il est tout aussi possible que la momie désagrégée découverte dans l'antichambre d'Osorkon soit celle de Sheshonq V.
Quoi qu'il en soit, cette dernière découverte ne livra aucun indice supplémentaire permettant de mieux comprendre les événements qui aboutirent à cette usurpation, la tombe ayant été ravagée par les pilleurs, et jette un peu plus le trouble dans la compréhension de cette période qui marque la fin de la XXIIe dynastie.

## La sépulture
La tombe avec ses deux pièces adopte un plan très proche de la tombe NRT II, même si elle en diffère par l'orientation. Les pièces sont numérotées un et deux :
- NRT V,1 : Le puits d'accès, découvert comblé de déblais et débris divers, ouvrant à l'est sur la chambre aux sarcophages.
- NRT V,2 : La chambre funéraire royale, comprenant les deux sarcophages royaux. Pour leur étude, le second a été déplacé dans le puits d'accès où il se trouve encore actuellement. Les murs de la chambre sont entièrement décorés de reliefs représentant les chapitres principaux du séjour dans l'au-delà de Sheshonq III, dont les cartouches se répètent dans toute la tombe. Ces reliefs sont d'une haute qualité artistique et illustrent dans la pierre certains chapitres du livre des morts.

## Photos

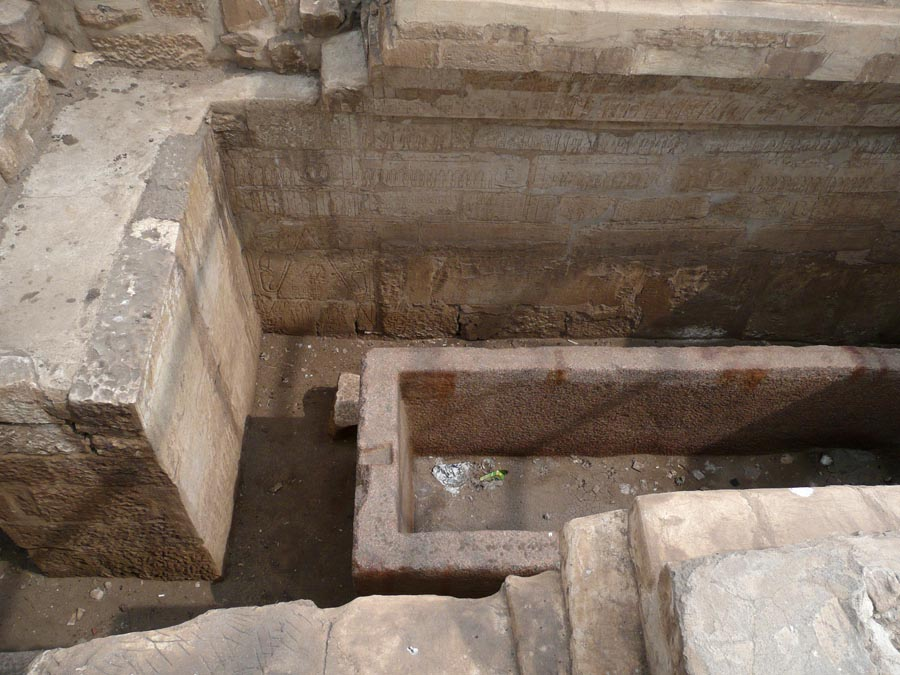
Vue du caveau de Sheshonq III avec son sarcophage externe
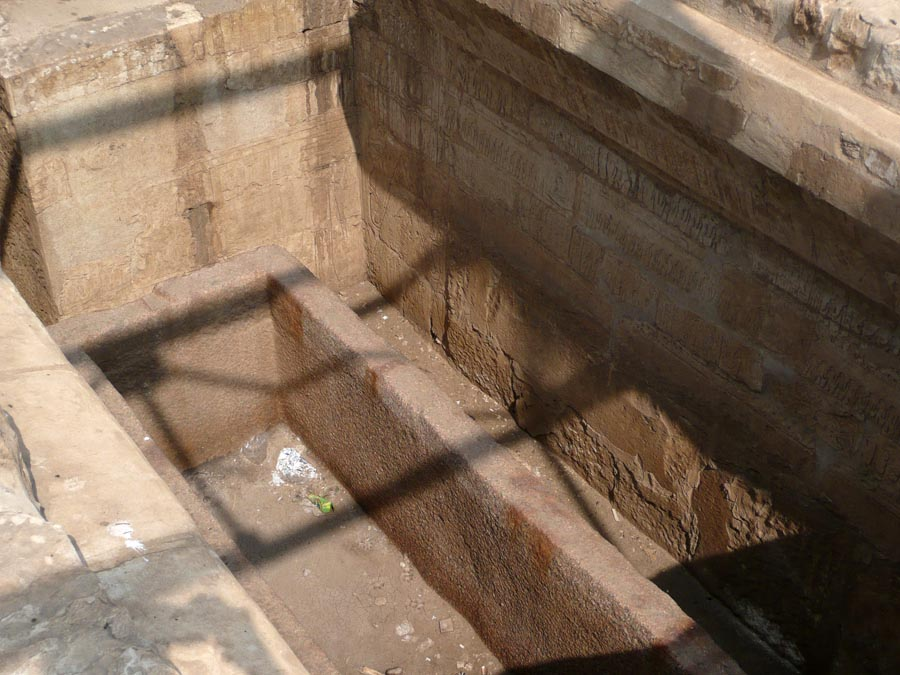
Autre vue du tombeau de Sheshonq III et de son sarcophage externe
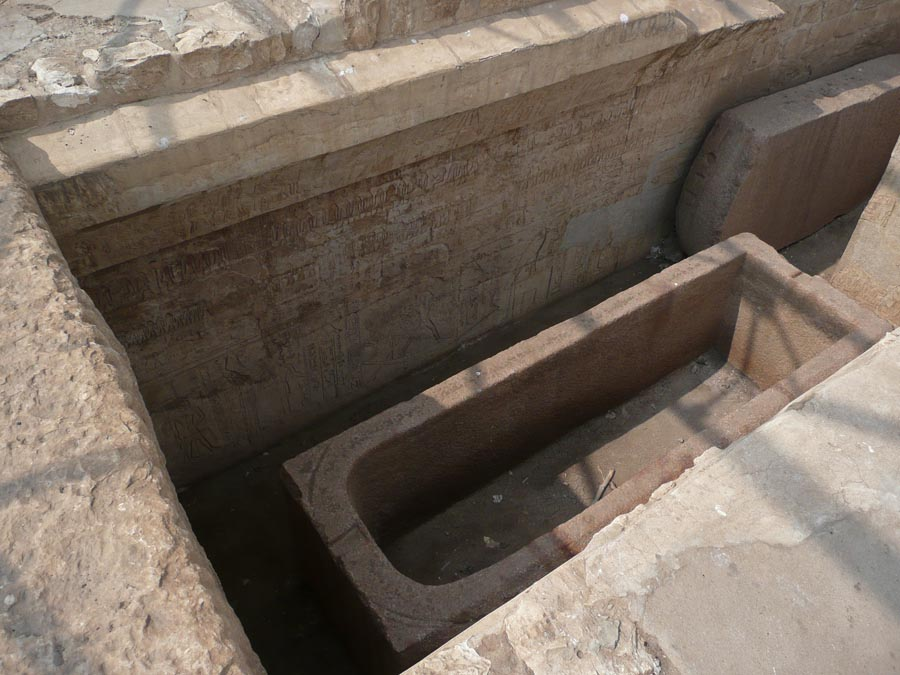
Vue sur le sarcophage de Sheshonq III et son couvercle déposé à côté
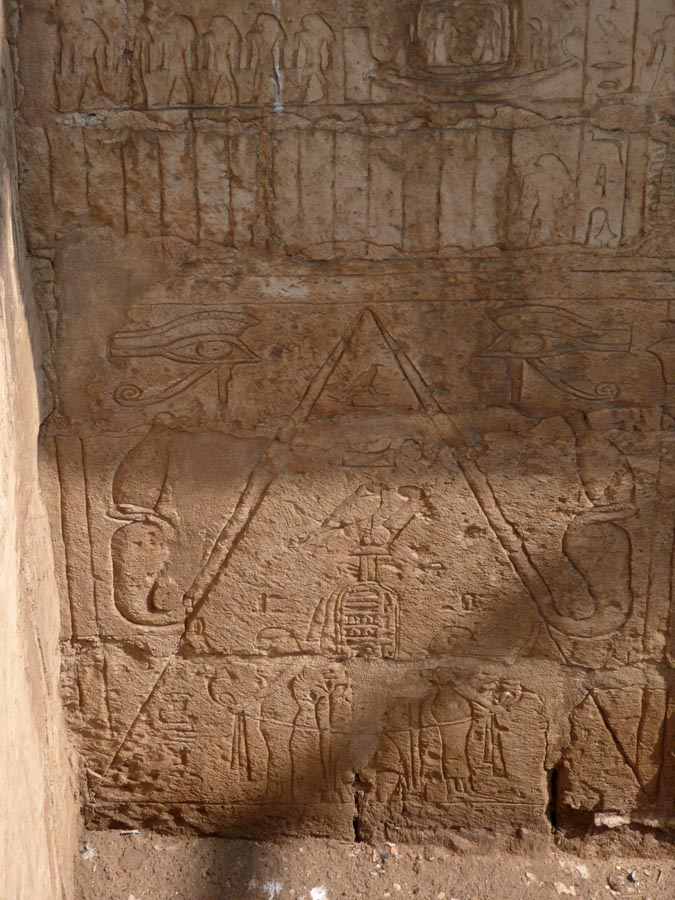
Relief du tombeau de Sheshonq III